# Blizna (album)
Blizna – szósty album Renaty Przemyk, wydany w 2001. Album wydała wytwórnia Sony Music Entertainment Poland.

## Lista utworów
1. "Drzewo" – 4:21
2. "Własny pokój" – 4:23
3. "Święte" – 5:29
4. "Klonator" – 5:14
5. "Sex telefon" – 4:30
6. "Tramwaj" – 3:23
7. "Moneta" – 5:35
8. "Blizna" – 4:02
9. "Aniołek" – 5:12
10. "ZOO" – 5:34

Single
1. "Własny pokój"
2. "Drzewo"

## Muzycy
- Renata Przemyk – śpiew
- Łukasz Targosz – gitara
- Tomasz Dominik – perkusja
- Tomasz Kupiec – gitara basowa, kontrabas
- Artur Włodkowski – saksofon barytonowy
- Maciej Inglot – akordeon
- Robert Docew – dudy